# KAT-TUN III -QUEEN OF PIRATES-
《KAT-TUN III -QUEEN OF PIRATES-》是KAT-TUN的第3張專輯，於2008年6月4日發售。

## 概要
- KAT-TUN第三張新專輯收錄了拿手的重搖滾的曲調（Hard Rock Tune），並集結了POPS、UPPER DANCE舞曲，迷人的抒情歌曲等多彩風味的作品，全部都是以KAT-TUN的特色昇華成的新錄歌曲，也同時收錄之前排行榜冠軍單曲「歡喜之歌」「Keep the faith」「LIPS」的三首歌。

- 初回限定盤CD是加上BONUS TRACK四首歌共收錄15首歌曲。附錄的DVD中收錄了「DON'T U EVER STOP -LIMITED EDITION-」約8分鐘的音樂片段、短片、攝影風景及拍攝過程。而「SIX SENSES」為正式出道後即發表的歌曲，這次才正式收錄到CD中。第一首歌原本預定用「TABOO」當歌名，在官方網站發表幾天後又變更為「T∀BOO」。

- 承繼前作獲得Oricon的專輯排行榜冠軍，而至本作為止發表過的單曲、專輯也都獲得第一名。

## 收錄曲

### 初回限定盤
1. T∀BOO
  - Lyrics：masanco
  - Music、Arrangement：M.Y
  - 在這張專輯中為領航般的存在，如專輯名稱呈現出海賊的風格。
2. Keep the faith
  - Lyrics：Kyosuke Himuro/SPIN、Rap Lyrics：JOKER
  - Music：Kyosuke Himuro、Arrangement：ha-j
  - KAT-TUN第5張單曲。日本電視台戲劇《有閑俱樂部》主題曲。
3. AFFECTION ～無法回頭～（～もう戻れない～）
  - Lyrics：soba
  - Music：Erik Lidbom、Arrangement：Erik Lidbom
4. HELL, NO
  - Lyrics：Yuki Shirai/Mika Arata、Rap Lyrics：JOKER
  - Music：Steven Lee/Joey Carbone、Arrangement：Steven Lee
5. DISTANCE
  - Lyrics：Gin. K
  - Music、Arrangement：Erik Lidbom
  - 田口淳之介主音的歌曲。
6. MOTHER/FATHER
  - Lyrics：Ami、Rap Lyrics：JOKER
  - Music：Yoshinao Mikami、Arrangement：Yoshinao Mikami/a.k.a.
  - 上田龍也主音的歌曲。
7. LIPS
  - Lyrics：Axel-G、Rap Lyrics：JOKER
  - Music、Arrangement：Yukihide“YT”Takiyama
  - KAT-TUN第6張單曲。日本電視台戲劇《1磅的福音》主題曲。
8. 歡喜之歌（喜びの歌） 
  - Lyrics：N.B.Comics、Rap Lyrics：JOKER
  - Music：zero-rock、Arrangement：Gin.K
  - KAT-TUN第4張單曲。TBS電視台戲劇《特急田中3號》主題曲。
9. 「un-」
  - Lyrics：Hidenori Tanaka
  - Music、Arrangement：Kousuke Noma
  - 2008年7月21日開始用於樂敦製藥《剛摘的果實》（もぎたて果実）的廣告歌曲。
10. OUR STORY ～序曲～（～プロローグ～）
  - Lyrics：Narumi Yamamoto
  - Music、Arrangement：Erik Lidbom
11. 無論經過多少年（何年たっても）
  - Lyrics：Erykah、Rap Lyrics：JOKER
  - Music：Mike Rose、Arrangement：Masayuki Iwata
  - 中丸雄一主音的歌曲。

　以下為初回盤限定收錄的歌曲（Bonus Track）。
1. SHOT!
  - Lyrics：Ami
  - Music：Yoshinao Mikami、Arrangement：Dreadstore Cowboy
2. 12 o'clock
  - Lyrics：a.k.a.、Rap Lyrics：JOKER
  - Music、Arrangement：Mike Rose
  - 赤西、田中、中丸三人在歌曲開始前數十秒以即興表演形式收錄。
3. 愛的指令（愛のコマンド）
  - Lyrics：Akio Shimizu/N.B.Comics、Rap Lyrics：JOKER
  - Music、Arrangement：Akio Shimizu
4. SIX SENSES
  - Lyrics：JOKER
  - Music：Kouhei Yokono、Arrangement：peter funk
  - 2006年起就一直在音樂節目上演唱的歌曲，終於CD化收錄於此專輯。

DVD
DON'T U EVER STOP -LIMITED EDITION-
音樂錄影帶及製作花絮

### 通常盤
1. T∀BOO
2. Keep the faith
3. AFFECTION ～無法回頭～
4. HELL, NO
5. DISTANCE
6. MOTHER/FATHER
7. LIPS
8. 歡喜之歌
9. 「un-」
10. OUR STORY ～序曲～
11. 無論經過多少年